# Kōzō Tashima
Kōzō Tashima (jap. 田嶋 幸三 Tashima Kōzō; ur. 21 listopada 1957) – były japoński piłkarz, reprezentant kraju.

## Kariera klubowa
Od 1980 do 1982 roku występował w klubie Furukawa Electric.

## Kariera reprezentacyjna
W reprezentacji Japonii zadebiutował w 1979. W reprezentacji Japonii występował w latach 1979-1980. W sumie w reprezentacji wystąpił w 7 spotkaniach.

## Statystyki
| Reprezentacja Japonii | Reprezentacja Japonii | Reprezentacja Japonii |
| Rok                   | Mecze                 | Gole                  |
| --------------------- | --------------------- | --------------------- |
| 1979                  | 4                     | 0                     |
| 1980                  | 3                     | 1                     |
| Razem                 | 7                     | 1                     |